# Šidélko malé
Šidélko malé (Ischnura pumilio) je druh hmyzu z čeledi šidélkovití (Coenagrionidae) vyskytujícího se od západní Evropy přes severní Afriku až po Blízký východ a centrální Asii. V Evropě je to jedna z  nejmenších vážek.

## Popis

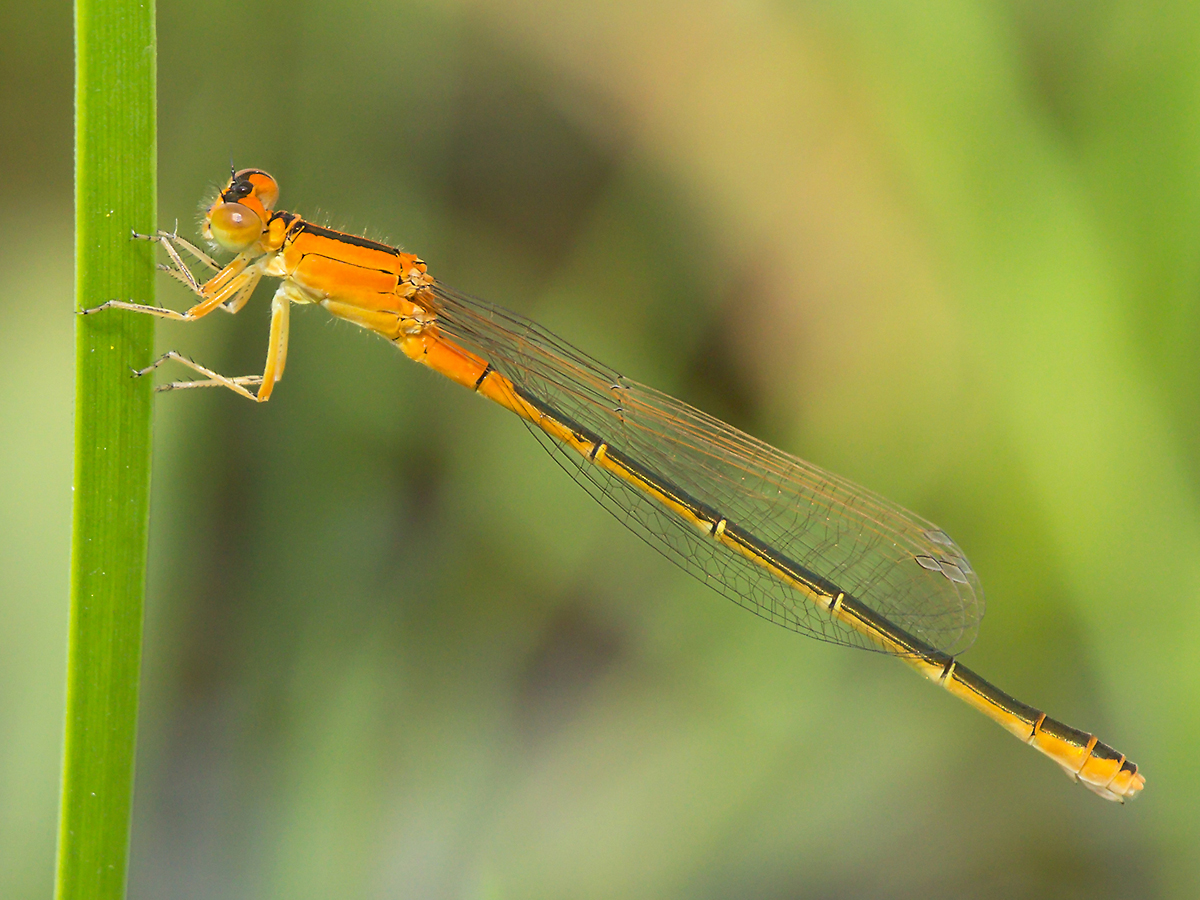
Nevyspělá samice

Šidélko malé je modré šidélko podobné šidélku většímu (Ischnura elegans), je ale menší – délka těla se pohybuje v rozmezí 26–31 mm. Zadeček u samců je převážně černý, modrá je jen spodní část 8. zadečkového článku a celý 9. článek. U vyspělých samic je zbarvení hrudi hnědozelené nebo hnědožluté, mladé samice jsou celé výrazně oranžové, jsou v tzv. fázi aurantiaca.

## Výskyt
Šidélko malé se vyskytuje v zemích severní Afriky (Maroko, Alžírsko, Tunisko), v téměř celé Evropě (chybí jen v nejsevernějších oblastech a některých Ostrovů ve Středomoří), na Blízkém východě a v Mongolsku a středo-západní Sibiři. Preferuje stojaté vody, především různé kanály, stružky a příkopy v nezalesněných a zemědělských krajinách. Vyskytuje se také v menších rybnících a jezírkách a také na mokřadech. Ojediněle se vyskytuje až do nadmořské výšky 1000 m n. m., nejčastěji však do 500 m n. m. Dospělci létají od konce května do začátku září.